# Іванівська сільська рада (Уманський район)
Іва́нівська сільська́ ра́да — колишня адміністративно-територіальна одиниця та орган місцевого самоврядування в Уманському районі Черкаської області. Адміністративний центр — село Іванівка.

## Загальні відомості
- Населення ради: 1 425 осіб (станом на 2001 рік)

## Населені пункти
Сільській раді були підпорядковані населені пункти:
- с. Іванівка
- с. Яроватка

## Склад ради
Рада складалася з 16 депутатів та голови.
- Голова ради: Рудий Григорій Пилипович
- Секретар ради: Костюк Ірина Петрівна

### Керівний склад попередніх скликань
| Прізвище, ім'я, по батькові    | Основні відомості                                                                                    | Дата обрання | Дата звільнення |
| ------------------------------ | --- | ------------ | --------------- |
| Омельчук Володимир Олексійович | Сільський голова, 1975 року народження, безпартійний                                                 | 26.03.2006   | 31.10.2010      |
| Рудий Григорій Пилипович       | Сільський голова, 1955 року народження, освіта середня спеціальна, член Комуністичної партії України | 31.10.2010   |                 |

Примітка: таблиця складена за даними сайту Верховної Ради України

### Депутати
За результатами місцевих виборів 2010 року депутатами ради стали:

#### За суб'єктами висування
| Суб'єкт висування            | Кількість обраних депутатів | %    |
| ---------------------------- | --------------------------- | ---- |
| Партія регіонів              | 8                           | 50   |
| Самовисування                | 5                           | 31,3 |
| Соціалістична партія України | 3                           | 18,8 |

#### За округами
| № округу                     | Прізвище, ім'я, по батькові      | Дата визнання обраним | Освіта             | Партійна приналежність                | Відомості про обраного депутата                      |
| ---------------------------- | -------------------------------- | --------------------- | ------------------ | ------------------------------------- | ---------------------------------------------------- |
| Партія регіонів              |                                  |                       |                    |                                       |                                                      |
| 2                            | Бойко Руслан Васильович          | 02.11.2010            | вища               | член Партії регіонів                  | ПП «Орієнтир-Агро-Б», головнийагроном                |
| 4                            | Хоменко Зінаїда Віталіївна       | 02.11.2010            | середня            | член Партії регіонів                  | Іванівська лікарська амбулаторія, молодша сестра     |
| 5                            | Пластун Наталія Анатоліївна      | 02.11.2010            | середня спеціальна | позапартійна                          | Іванівська сільська рада, спеціаліст- землевпорядник |
| 8                            | Лебідь Віра В'ячеславівна        | 02.11.2010            | середня            | позапартійна                          | ТОВ «Аграрій СВПП», свинарка                         |
| 10                           | Сушкета Володимир Мусійович      | 02.11.2010            | вища               | член Партії регіонів                  | Іванівський НВК, вчитель                             |
| 14                           | Костюк Ірина Петрівна            | 02.11.2010            | вища               | позапартійна                          | Іванівська сільська рада, секретар сільської ради    |
| 15                           | Омельчук Наталія Володимирівна   | 02.11.2010            | середня            | позапартійна                          | Іванівське відділення зв'язку, листоноша             |
| 16                           | Омельчук Іван Юрійович           | 02.11.2010            | середня спеціальна | позапартійний                         | Христинівська дистанція ПЧ-5, бригадир               |
| Соціалістична партія України |                                  |                       |                    |                                       |                                                      |
| 3                            | Волошин Микола Іванович          | 02.11.2010            | середня            | член Соціалістичної партії України    | пенсіонер                                            |
| 11                           | Андрощук Антоніна Олексіївна     | 02.11.2010            | вища               | член Соціалістичної партії України    | пенсіонер                                            |
| 12                           | Календрузь Василь Іванович       | 02.11.2010            | середня            | член Соціалістичної партії України    | ТОВ «Аграрій СВПП», шофер                            |
| Самовисування                |                                  |                       |                    |                                       |                                                      |
| 1                            | Горбунов Микола В'ячеславович    | 02.11.2010            | середня            | член Комуністичної партії України     | ТОВ «Аграрій СВПП», тракторист-машиніст              |
| 6                            | Календрузь Вадим Володимирович   | 02.11.2010            | середня            | член Комуністичної партії України     | ТОВ «Аграрій СВПП», тракторист                       |
| 7                            | Животівський Володимир Яковлевич | 02.11.2010            | середня спеціальна | позапартійний                         | ПП «ЖК Злагода», засновний                           |
| 9                            | Волошин Іван Іванович            | 02.11.2010            | вища               | член Політичної партії «Наша Україна» | приватний підприємець                                |
| 13                           | Бойко Володимир Мефодійович      | 02.11.2010            | середня            | позапартійний                         | пенсіонер                                            |